# Koninklijk Belgisch Instituut voor Ruimte-Aeronomie
Het Koninklijk Belgisch Instituut voor Ruimte-Aeronomie (BIRA) is een Belgische federale wetenschappelijke instelling. Sinds de oprichting in 1964 doet het BIRA onderzoek en geeft het publieke dienstverlening op het vlak van de ruimte-aeronomie, d.i. de fysica en chemie van de atmosfeer van de Aarde en van andere planeten, en de kosmische ruimte.

## Geschiedenis
Het Koninklijk Belgisch Instituut voor Ruimte-Aeronomie is een wetenschappelijk instituut dat de aeronomie (de studie van de hogere lagen van de aardse atmosfeer) bestudeert. Het werd opgericht in 1964 op initiatief van professor Marcel Nicolet. Voor die tijd was er al een dienst aeronomie aan het Koninklijk Meteorologisch Instituut van België (KMI).
Het instituut is gelegen op het plateau van Ukkel, naast de Koninklijke Sterrenwacht van België (KSB) en het Koninklijk Meteorologisch Instituut van België.
Dirk Frimout, de eerste Belgische ruimtevaarder, startte zijn loopbaan bij dit instituut.

## Activiteiten
BIRA:
- concentreert zich op de chemie en de fysica van Atmosferen en op de fysica van ruimteplasma's.
- ontwerpt en bouwt instrumenten om atmosferen en de ruimteomgeving in kaart te brengen.
- bedient Belgische experimenten aan boord van het internationaal ruimtestation ISS en andere satellieten.
- neemt deel aan internationale waarnemingsprogramma's.
- vergelijkt waarnemingen en computersimulaties om onze kennis te valideren en te verbeteren.
- zet wetenschappelijke kennis om in diensten ten bate van de samenleving.
- verspreidt deze kennis via publicaties, webdiensten en promotie naar het publiek.

## Chemie en fysica van atmosferen
Het BIRA bestudeert de stratosfeer van de Aarde en kijkt daarbij naar de ozonvermindering en daaraan verbonden belangrijke factoren zoals vulkanische aerosols, polaire stratosferische wolk en halogeenverbindingen. Veranderingen op lange termijn worden geëvalueerd en technieken voor voorspelling worden ontwikkeld. Het onderzoek ondersteunt het Protocol van Montreal over de bescherming van de ozonlaag.
Ter ondersteuning van het Kyoto-protocol bestudeert het BIRA ook de scheikunde van de aardse troposfeer, met de nadruk op natuurlijke en door de mens veroorzaakte emissies van gassen zoals SO2 en NO2, troposferische ozonprecursoren, hun relatie tot de luchtkwaliteit, en de evolutie van broeikasgassen. Chemische weersvoorspellingen worden ontwikkeld.
Het BIRA onderzoekt de zonnestraling en haar penetratie tot op het oppervlak van de Aarde en andere planeten. Het brengt verder de langetermijnveranderingen in kaart van de uv-straling. Het BIRA draagt bij tot het onderzoek van planetaire atmosferen, in het bijzonder die van Mars en Venus.

## Fysica van ruimteplasma's
De zon vult de interplanetaire ruimte met plasma, een gas van geladen deeltjes, in de vorm van een constante zonnewind. De buitenste laag van de aardatmosfeer, de magnetosfeer, is gevuld met plasma, net als de omgeving van vele andere objecten van het Zonnestelsel. Het Instituut heeft een sterk programma ontwikkeld op het vlak van theorie en modelvorming, gebaseerd op de waarnemingen van ruimtetuigen zoals de ESA-missies Ulysses, Cluster en Rosetta.
Het BIRA heeft uitgebreide expertise op het gebied van:
- het dynamische gedrag van de buitenste grens van de magnetosfeer, die reageert op de variërende zonnewind, en die de energietoevoer bepaalt vanuit de zonnewind naar de magnetosfeer
- de wisselwerking tussen de buitenste magnetosfeer en het coroterende plasma in het binnenste gedeelte van de magnetosfeer
- de koppeling tussen de magnetosfeer en de ionosfeer zoals die tot uiting komt in het poollicht

Deze ontwikkeling van modellen helpt om het empirisme te temperen dat tot op vandaag in de ruimteweersvoorspellingen domineert.

## Diensten
Het BIRA stelt voor het publiek een uv-index beschikbaar, beoordeelt de toestand van de atmosfeer ten behoeve van anderen en voorspelt de geaccumuleerde stralingsdosis voor de ruimte-industrie.
De diensten met betrekking tot de aardatmosfeer omvatten voorspellingen van het stratosferisch ozon, globale analyses en voorspellingen van de luchtkwaliteit, waarschuwingen voor de aanwezigheid van vulkanische uitstoot, de validatie van satellietgegevens en het monitoren van troposferische uitstoot. Deze diensten worden geïntegreerd in internationale initiatieven zoals het door Europa geleide Global Monitoring for Environment and Security (GMES).
Op het gebied van ruimteweer concentreert het BIRA zich op de ioniserende ruimtestraling en zijn uitwerkingen. Deze diensten worden gebruikt in de context van het Belgian Solar Terrestrial Centre of Excellence. Hulpmiddelen, methoden en procedures worden opgezet om deze diensten aan te bieden aan de gebruikersgemeenschap (via het European Space Weather-portaal).
Via het Belgian User Support and Operation Centre (B.USOC) biedt het BIRA ondersteuning en infrastructuur aan wetenschappelijke teams om ruimte-experimenten voor te bereiden, te ontwikkelen en te bedienen. B.USOC is het operatiecentrum voor het Solar Monitoring Observatory en het Fluid Science Laboratory aan boord van het Internationale Ruimtestation ISS, alsook het wetenschappelijke missiecentrum voor de CNES-PICARD-satelliet.